# Bogzești
Bogzești est un village du district de Telenești, en Moldavie. Le village compte 474 habitants en 2014.

## Personnalités notables
- Vasile Mândrescu (en)
- Mihail Minciună (en)